# Phacelurus zea
Phacelurus zea är en gräsart som först beskrevs av Charles Baron Clarke, och fick sitt nu gällande namn av Clayton. Phacelurus zea ingår i släktet Phacelurus och familjen gräs. Inga underarter finns listade i Catalogue of Life.